# Iglesia serbia de San Jorge (Timișoara)
La iglesia serbia de San Jorge (en rumano: Biserica sârbească Sf. Gheorghe; en serbio: Српска црква Св. Ђорђе), es un edificio religioso de la Iglesia ortodoxa serbia que se encuentra en Piata Unirii enTimisoara, Rumania. Forma parte de la eparquía de Temišvar y es uno de los edificios de la iglesia ortodoxa serbia en la ciudad, junto con la catedral ortodoxa serbia.    

## Historia
Desde la época otomana aquí existía una pequeña iglesia ortodoxa. En el siglo XVII esta iglesia se encontraba en un avanzado estado de degradación y fue sustituida por una iglesia de madera. Pero la primera iglesia ortodoxa representativa del distrito de Fabric es la iglesia de San Jorge. De hecho, después del incendio que destruyó la iglesia ortodoxa del distrito de Cetate en 1737, la iglesia de Fabric se convirtió en el único lugar de culto para los ortodoxos en la ciudad. Esta iglesia fue construida entre 1745 y 1755 en estilo barroco. 
La torre de la iglesia, con elementos de arquitectura neoclásica, fue levantada en 1890, porque se habían construido edificios más altos en la plaza, que dominaba la iglesia desde un punto de vista arquitectónico.
Durante el período en el que se construyó, los patriarcados rumanos en el Banato habían sido transferidos bajo la jurisdicción de la metrópoli serbia, que había trasladado su sede de Belgrado a Timișoara. La iglesia de San Jorge era un lugar de culto para los feligreses ortodoxos rumanos y serbios, y los servicios se celebraban en ambos idiomas. Pero había disensiones entre las dos comunidades, ya que los rumanos querían la separación jerárquica de las dos iglesias. Así, en la Gran Asamblea de Câmpia Libertății de 1848, una de las demandas de los rumanos fue el reconocimiento de un metropolitano rumano en Timișoara. En 1865, se decidió la separación jerárquica de la Iglesia ortodoxa rumana de la serbia. Unos años más tarde, una decisión judicial declaró que la iglesia de San Jorge pertenecía únicamente a la comunidad ortodoxa serbia, y los ortodoxos rumanos construirían una nueva iglesia en el distrito de Fabric, la iglesia de San Elías.
En los últimos años, especialistas de Novi Sad y Belgrado han restaurado la pintura mural y el iconostasio.

## Arquitectura
La iglesia consta de una nave rectangular, una esbelta torre, adosada a la fachada principal, y un coro poligonal, estando la nave provista de un tejado a dos aguas. Los tres niveles de la torre están delimitados por fajas.
El interior de la iglesia data de 1775 y es obra del pintor Sava Petrović. El iconostasio de la iglesia fue diseñado en 1764 por el pintor Nikola Nešković de la Academia de Bellas Artes de Bratislava. La pintura mural se desvaneció durante el siglo XIX y fue sustituida por decoraciones realizadas en temple. En 1894 la bóveda de la iglesia fue rediseñada por el pintor alemán Gerhard Mentzel. Las ofrendas votivas de la derecha y la izquierda fueron realizadas en la primera mitad del siglo XIX y representan a los mártires San Jorge y San Demetrio. Los doce apóstoles y la Virgen María en el centro son las únicas obras en temple que sobreviven de la obra original de Nikola Nešković.